# Tomohiko Murayama
Tomohiko Murayama (jap. 村山 智彦 Murayama Tomohiko; ur. 22 sierpnia 1987 w Ichiharze) – japoński piłkarz występujący na pozycji bramkarza. Obecnie występuje w Matsumoto Yamaga FC.

## Kariera klubowa
Od 2010 roku występował w klubach Sagawa Shiga, Matsumoto Yamaga FC i Shonan Bellmare.